# Thoros I.
Thoros I. (armenisch Թորոս Ա, mittelgriechisch Τερόζης Αʹ; † 1129 oder 1130) war der dritte Fürst von Kleinarmenien. Er herrschte ab 1099/1103 in Kilikien.

## Leben
Thoros war der älteste Sohn des Fürsten Konstantin I. und ein Enkel Rubens, des Gründers der Dynastie der Rubeniden. Beim Tod seines Vaters trat er dessen Nachfolge als „Herr vom Berge“ an. Nach Usama führte Thoros die Titel eines Herren von Adana, Antartus und Massisa. Der hohe byzantinische Titel Kuropalates wurde ihm angeblich von Kaiser Alexios I. selbst verliehen.
Zunächst regierte Thoros von den Burgen Vahka und Pardzerpert aus sein Fürstentum, in dem er mit Rückendeckung der Führer der Kreuzfahrerstaaten die Feudalherrschaft weiter ausbaute. Auf Initiative des Tankred von Tiberias eroberte Thoros 1107 die von einer byzantinischen Garnison gehaltene Festung Anazarbos. Kurz darauf fiel ihm Sis in die Hände, das er zur neuen Hauptstadt Kleinarmeniens machte. 1108 wehrte Thoros die Bedrohung seines Territoriums durch nomadisierende Türken ab, die in die Region um Melitene eingefallen waren. Ein Angriff des Seldschukensultans Malik Schah I. wurde 1111 von Thoros’ Bruder Leo unter erheblichen Verlusten zurückgeschlagen.
Im Jahr 1112 führte Thoros persönlich eine grausame Vergeltungsaktion gegen die byzantinischen Herren der Burg Kyzistra (bei Darende, nicht zu verwechseln mit Kybistra), die 1079 (oder 1080) den letzten Bagratidenkönig Gagik II. im kappadokischen Exil ermordet hatten. 1114 lieferte er den armenischen Herrn von Raban, Vasil Dagh, der sich gegen die Franken erhoben hatte, an Balduin von Edessa aus. 1118 sandte er dem Fürsten von Antiochia, Roger von Salerno, ein Hilfstruppenkontingent unter dem Kommando seines Bruders Leo für die Belagerung von Azaz.
Als bekennender armenischer Christ förderte Thoros die klösterliche Kultur in seinem Fürstentum; insbesondere das Kloster Drazark ließ er reich ausstatten. In Drazark wurde Thoros nach seinem Tod, der auf 1129 oder 1130 datiert wird, auch beigesetzt. Nachfolger als Fürst von Kleinarmenien wurde sein Sohn Konstantin, der jedoch schon nach wenigen Monaten einer Palastintrige zum Opfer fiel. Ein zweiter, wohl früh verstorbener Sohn namens Oschin ist nur aus zwei Inschriften in Anazarbos bekannt.